# والری هوربونوف
والری هوربونوف (اوکراینی: Валерій Петрович Горбунов؛ ۱۳ نوامبر ۱۹۵۳ – ۱۹۹۶ (۳۹−۴۰ سال)) یک بازیکن فوتبال اهل اتحاد جماهیر سوسیالیستی شوروی بود.
از باشگاه‌هایی که در آن بازی کرده‌است می‌توان به باشگاه فوتبال شاختار دونتسک اشاره کرد.
وی همچنین در تیم ملی فوتبال شوروی بازی کرده‌است.